# Eckartswiller
Eckartswiller település Franciaországban, Bas-Rhin megyében. Lakosainak száma 421 fő (2022. január 1.). Eckartswiller Saint-Jean-Saverne, Monswiller, Danne-et-Quatre-Vents, Phalsbourg, Vilsberg, Eschbourg, Neuwiller-lès-Saverne, Ottersthal és Saverne községekkel határos.

## Népesség
A település népességének változása:
| Lakosok száma | 417  | 422  | 437  | 431  | 432  | 434  | 430  | 425  | 421  |
|               | 2013 | 2015 | 2016 | 2017 | 2018 | 2019 | 2020 | 2021 | 2022 |